# Società Italiana Aviazione
La Società Italiana Aviazione, conosciuta anche con la sua sigla SIA, era un'azienda aeronautica italiana fondata a Torino nel 1916 ed attiva nella produzione di velivoli a scopo bellico.

## Storia

### Le premesse

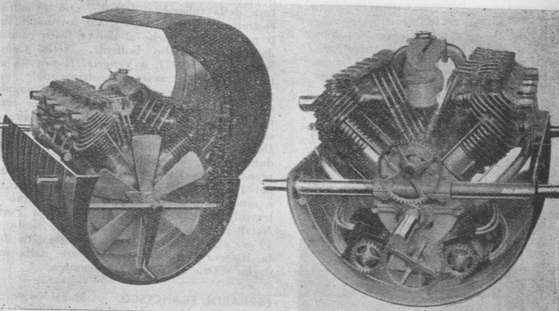
Fiat SA.8/75

Dopo che lo sviluppo dell'aeronautica attirò l'interesse della FIAT, nel primo decennio del XX secolo l'azienda torinese progettò e realizzò il suo primo motore aeronautico, il Fiat SA.8/75, un V8 raffreddato ad aria, e sulla base di quell'esperienza i successivi Fiat S.71 e Fiat S.53, dei 4 cilindri raffreddati ad acqua. Il progressivo interesse in campo bellico per l'arma aerea interessò le aziende del settore meccanico e diede un nuovo impulso alla Fiat che produsse, con il suo marchio, il suo primo motore aeronautico in grande serie, il Fiat A.10 che andrà ad equipaggiare i bombardieri Farman MF 1914 e Caproni Ca.2, Ca.32 e Ca.33.

### La fondazione
Lo scoppio della prima guerra mondiale e la necessità di poter disporre di un elevato quantitativo di mezzi a scopo bellico fece decidere alla Fiat di entrare direttamente anche nella produzione di velivoli da combattimento fondando la Società Italiana Aviazione nel 1916 e stabilendola negli stabilimenti situati in Via Madama Cristina e Via Nizza. Dopo la realizzazione di alcuni Farman MF 1914, venne iniziata la produzione su licenza dei Pomilio (SP1, SP2, SP3) e degli SPA, fino alla progettazione di un proprio velivolo, il SIA 7.
Nel 1918 l'azienda muterà la sua ragione sociale in Fiat Aviazione continuando a produrre i SIA 7B con il nuovo marchio.

## Produzione
| Modello | Anno | Tipo                    | Esemplari | Note                               |
| SIA 5   | 1916 | bombardiere/ricognitore |           | Farman MF.11 realizzato su licenza |
| SIA 7   | 1917 | bombardiere/ricognitore |           |                                    |
| SIA 7B  | 1917 | bombardiere/ricognitore |           |                                    |
| SIA 9   | 1917 | bombardiere/ricognitore |           |                                    |